# ايبران (بني لاوة)
ايبران هو دُوَّار يقع بجماعة المنصورة، إقليم شفشاون، جهة طنجة تطوان الحسيمة في المملكة المغربية. ينتمي الدوّار لمشيخة بني لاوة التي تضم 14 دوار. يقدر عدد سكانه بـ 757 نسمة حسب الإحصاء الرسمي للسكان والسكنى لسنة 2004.

## روابط خارجية
- البوابة الوطنية للجماعات الترابية
- المندوبية السامية للتخطيط